# خمليات
الخمليات أو أسماك الجليد أو أسماك المعكرونة (الاسم العلمي Salangidae)، فصيلة أسماك بحرية ونهرية من رتبة هفيات الشكل.